# Громославка
Громославка — село в Октябрьском районе Волгоградской области России, административный центр Громославского сельского поселения.
Население — 506 (2021).

## История
Дата основания не установлена. Согласно Списку населённых мест Земли Войска Донского в 1859 году владельческий посёлок Громославский относился ко Второму Донскому округу. В посёлке имелось 56 дворов, проживало 400 душ мужского и 395 женского пола. В 1860 году была построена церковь Святого Николая Чудотворца.
К 1897 году Громославка получила статус слободы, согласно переписи населения 1897 года в слободе Громославской проживало 907 душ мужского и 922 женского пола
Согласно Алфавитному списку населённых мест Области Войска Донского 1915 года в слободе Громославке проживало уже 1453 души мужского и 1542 женского пола.
В 1928 году слобода Громославка вошла в состав Калачевского района Сталинградского округа Нижневолжского края (с 1934 года — Сталинградский край). В 1935 году село Громославка включено в состав Ворошиловского района (с 1957 года — Октябрьский район) Сталинградского края (с 1936 года — Сталинградской области, с 1961 года — Волгоградская область).

## География
Громославка расположена в степной зоне на северо-западе Ергенинской возвышенности, относящейся к Восточно-Европейской равнине, на реке Мышкова, на высоте около 50 метров над уровнем моря. Рельеф местности холмисто-равнинный, осложнён балками и оврагами. Почвы — каштановые солонцеватые и солончаковые.
По автомобильным дорогам расстояние до областного центра города Волгограда составляет 180 км, до районного центра посёлка Октябрьский — 32 км.
Климат
Климат умеренный континентальный с жарким летом и малоснежной, иногда с большими холодами, зимой. Согласно классификации климатов Кёппена климат характеризуется как влажный континентальный (индекс Dfa). Температура воздуха имеет резко выраженный годовой ход. Среднегодовая температура положительная и составляет + 8,7 °С, средняя температура января −6,6 °С, июля +24,1 °С. Расчётная многолетняя норма осадков — 374 мм, наибольшее количество осадков выпадает в декабре и июне (по 39 мм), наименьшее в феврале, марте и октябре (по 24 мм).
Часовой пояс
Громославка, как и вся Волгоградская область, находится в часовой зоне МСК (московское время). Смещение применяемого времени относительно UTC составляет +3:00.

## Население
| 2002 |
| ---- |
| 769  |

| 1859 | 1873  | 1897  | 1915  | 2010 | 2012 | 2013 |
| ---- | ----- | ----- | ----- | ---- | ---- | ---- |
| 795  | ↗1227 | ↗1829 | ↗2995 | ↘582 | ↘581 | ↘562 |
| 2014 | 2015  | 2016  | 2017  | 2018 | 2019 | 2020 |
| ↘556 | ↘548  | ↘531  | ↘516  | ↗518 | ↗522 | ↘505 |
| 2021 |       |       |       |      |      |      |
| ↗506 |       |       |       |      |      |      |